# كيفن يعقوب
كيفن إنكيدو يعقوب (بالسريانية: ܟܒܢ ܝܥܩܘܒ) ، من مواليد 10 أكتوبر 2000 ، المعروف باسم كيفين يعقوب ، هو لاعب كرة قدم محترف عراقي. يلعب في مركز خط الوسط في آرهوس جمناستيك فورينينغ في دوري السوبر الدنماركي

## ولادته
ولد كيفن في مدينة غوتنبرغ بالسويد لأبوين عراقيين آشوريين من مدينة الموصل شمال العراق.

## النادي

### الشباب
أمضى كيفن سنواته الأولى في اللعب مع نادي آسيريسكا المحلي، وهو ناد شكله مهاجرون آشوريون مثل والديه، وظل هناك حتى عام 2010. في سن العاشرة انضم إلى نادي نادي غوتبورغ ، حيث مكث هناك لمدة عامين. في عام 2012 ، غادر يعقوب غوتبورغ وانضم إلى نادي أنغريد، حيث أمضى السنوات الثلاث التالية.
في عام 2015 ، سافر كيفن إلى إنجلترا للتجربة مع سندرلاند ، حيث تم منحه جولة في أكاديمية النادي ومرافقه والتقى بلاعبي الفريق الأول، بما في ذلك جيرمين ديفو. تدرب مع فرق أكاديمية النادي وشاهد مباراة في الدوري الممتاز على ملعب النور. ومع ذلك، لم يتحقق الانتقال إلى شمال إنجلترا.
في عام 2016 ، في سن 15 ، انضم يعقوب إلى أكاديمية نادي هكن.

### نادي هكن
خلال موسم 2018 التحضيري، تم ضم ياكوب إلى الفريق الأول لفريق نادي هكن، حيث لعب 4 مباريات ودية خلال الفترة التحضيرية للموسم.
في مايو 2018 ، حصل كيفن أول عقد احترافي له مع نادي هكن، حيث وقع عقداً يمتد لمدة أربع سنوات، وهذا يعني بقائه في النادي حتى عام 2022.
ظهر يعقوب لأول مرة مع فريق هكن الأول في 27 أكتوبر 2018 ، وكان ذلك بعد أسبوعين من عيد ميلاده الثامن عشر، حيث شارك في الدقيقة 83 ضد نادي دلكورد ، وسجل بعد أقل من دقيقة من نزوله أرض المباراة. وانتهت المباراة بفوز هاكن 5-0.
في يناير 2021 وقع عقداً احترافياً مع نادي غوتبورغ لمدة عامين

## المشاركات الدولية

### منتخب شباب السويد
تم استدعاء يعقوب لأول مرة للمنتخب الوطني السويدي تحت 19 عاماً الذي شارك في بطولة ودية في جزيرة غوتلاند. وشارك في أول مباراة ضد منتخب المجر وسجل هدفه الدولي الأول في ظهوره الثاني ضد منتخب تركيا.
تم استدعاء يعقوب في تصفيات بطولة أوروبا تحت 19 سنة في أكتوبر 2018 ، حيث شارك في جميع المباريات الثلاث ضد منتخبات اسكتلندا وويلز وسان مارينو ، حيث واجه لاعبي الدوري الإنجليزي الممتاز مثل بيلي جيلمور لاعب تشيلسي ونيكو ويليامز لاعب ليفربول وديلان ليفيت لاعب مانشستر يونايتد.

### المنتخب الوطني العراقي
في تشرين الأول 2021 ، تواصل معه يونس محمود مشرف المنتخب العراقي الأول والمدير الإداري غيث مهنا من أجل ضمه للمنتخب لكنه طلب بعض الوقت من اجل التفكير ودراسة الوضع المستقبلي له. كما طلب يعقوب من مشرف المنتخب الوطني ان يكون له تواصل مع أدفوكات مدرب المنتخب العراقي للوقوف على واقع مشاركته مع المنتخب. كما صرح المدير الإداري للمنتخب الوطني تحصل على موافقة من اللاعب المذكور من اجل المباشرة بحسم كل متعلقاته الخاصة بإصدار جواز سفر عراقي ونقل سجله من السويد إلى العراق بانتظار حصول موافقة كيفن النهائية.

## إحصائيات
آخر تحديث 16 حزيران 2023.
| منتخب العراق | منتخب العراق | منتخب العراق | منتخب العراق |
| السنة        | المباريات    | الأهداف      |              |
| ------------ | ------------ | ------------ | ------------ |
| 2023         | 1            | 0            |              |
| المجموع      | 1            | 0            |              |

## روابط خارجية
- مقطع فيديو الموهبة العراقية الشابة اللاعب المحترف كيفن يعقوب من اليوتيوب
- كيفن يعقوب على موقع Soccerway.com
- كيفن يعقوب على موقع ترانسفير ماركت (الإنجليزية)
- كيفن يعقوب على موقع إي إس بي إن.كوم (الإنجليزية)
- كيفن يعقوب على موقع worldfootball.net (الإنجليزية)
- كيفن يعقوب على موقع tribuna.com
- كيفن يعقوب على موقع انتقالات